# ミシェル・エイカーズ
ミシェル・アン・エイカーズ (Michelle Anne Akers, 1966年2月1日 - ) はアメリカ合衆国カリフォルニア州サンタクララ出身の元女子サッカー選手。1991年・1999年のFIFA女子ワールドカップでアメリカを優勝に導いた。FIFA 100でミア・ハムと共に「偉大なサッカー選手」に選ばれ、アメリカサッカーの殿堂入りも果たした。

## 経歴
シアトルで幼少期を過ごしたエイカーズは、ピッツバーグ・スティーラーズのワイドレシーバーになることが夢で、小学校の休み時間にもヘイルメアリーパスの練習をしたりていたが、教師に女の子はアメリカンフットボールを出来ないと告げられ、サッカーをはじめた。思春期には授業をサボったり、ドラッグをやったりなど荒れていたが、ショア・クレスト高校2年生の時にパワー・フォー・リビングによって更生する。
高校時代は3年連続でオールアメリカに選ばれ、フロリダ中央大学に進学後も4年連続でオールアメリカに選ばれた。
また1988－1989年度の大学最優秀アスリートにも選出される。数々の大学記録を樹立し、1988年には全米大学サッカーの最優秀選手に贈られるハーマン賞を受賞した。またこの年、彼女の背番号10番は大学の永久欠番となった。

### クラブチーム
大学卒業後の1990年、1992年、1994年にはスウェーデンリーグでプレー、92年には43ゴールで得点王を獲得している。

### 代表歴
1985年8月18日に女子代表の初の国際試合となるイタリア戦に出場、この試合は0対1で敗れたが、3日後のデンマーク戦で初得点をあげた。試合結果は2対2の引き分けであった。
1985年から1990年の間に24試合で15ゴールをあげ、1991年には26試合で1シーズンの代表記録となる39ゴールをあげた。またこの年に中国で開催された第1回FIFA女子ワールドカップでは、対チャイニーズタイペイ戦の1試合5得点を含む合計10ゴールを記録、決勝戦のノルウェー戦でも2得点をあげ、2対1でチームは優勝を果たした。
第2回FIFA女子ワールドカップでは初戦で怪我をしてしまい、準決勝まで出場できなかった。チームは銅メダルを獲得した。1996年にミッドフィルダーに転向、1996年アトランタオリンピックでは金メダルを獲得した。オリンピック後はひざの手術と持病の慢性疲労症候群のため、1年間代表ではプレーしなかった。1998年のグッドウィルゲームズでも金メダルを手にした。またこの年にはFIFA最高の栄誉であるFIFA功労賞を受賞した。1999年にはアメリカで開催された第3回FIFA女子ワールドカップでは再度優勝。自身は新記録となるワールドカップ通算12ゴールをあげMVP投票では3位に入った。
2000年シドニーオリンピック直前の2000年8月24日に引退を表明、15年の現役生活を終えた。通算105ゴールはミア・ハムに次ぐ2位、アシストは37個であった。12月には中国のスン・ウェンと共にFIFA選出の“20世紀最高の女性選手”に選出された。

### 引退後
引退後はWUSAの設立に参加。2004年にはFIFA 100でミア・ハムと共に「偉大なサッカー選手」に選ばれた。女性は彼女達2人だけで、またアメリカ選手も彼女達だけであった。同年にはポール・カリジュリ、エリック・ウィナルダと共にアメリカサッカーの殿堂入りも果たしている。
その後はサッカーの啓蒙活動を続けながら執筆活動もしている。また、著書の中で慢性疲労症候群であることを告白している。

## 受賞歴・記録
- 最優秀女性アスリート（アメリカサッカー協会選出）：3回（1990年、1991年、1999年）[1]
- FIFA女子ワールドカップ得点王：1回（1991年）
- FIFA功労賞（1998年）

## 参考資料
1. 1 2 3 4 5  “Akers, Michelle” (英語).   United States Olympic Committee. 2008年3月3日時点のオリジナルよりアーカイブ。2008年3月14日閲覧。
2. 1 2  “Michelle Akers - "girls Don't Play Football"” (英語). 2008年3月14日閲覧。
3. 1 2  “soccer profile: Michelle Akers” (英語). 2008年3月14日閲覧。
4. ↑  “Sun Wen Elected FIFA Woman Player of the Century” (英語) (2000年12月12日). 2008年3月14日閲覧。
5. ↑  “Michelle Akers - Class of 2004” (英語). 2008年3月29日時点のオリジナルよりアーカイブ。2008年3月14日閲覧。